# Nogometni klub Rudar Velenje
Nogometni Klub Rudar Velenje, krajše NK Rudar Velenje ali samo Rudar Velenje, je profesionalni slovenski nogometni klub iz Velenja, ustanovljen avgusta 1948. 
Klub igra tekme na stadionu Ob jezeru, ki ima kapaciteto 2.341 sedišč, sprejme pa lahko veliko več gledalcev, saj ima stadion tudi stojišča. 
Vzdevek kluba je Knapi. Prav tako pa imajo navijaško skupino, ki se imenuje Velenjski Knapi, ustanovljena je bila leta 1996.

## Zgodovina

### Začetki
Po letu 1945 se je začelo športno življenje v Velenju ponovno oživljati. Avgusta 1948 so zaradi velikega zanimanja za nogomet s pomočjo sindikalne organizacije Rudnika lignita Velenje ustanovili Nogometni klub Rudar Velenje. 

### Igranje v 1. Slovenski ligi
Klub se je v sezoni 1952/53 uvrstil v Vzhodno slovensko ligo, v kateri je uspešno nastopal do leta 1957. Po prvem krajšem kriznem obdobju se je klub v sezoni 1961/62 uvrstil v prvo slovensko ligo, vendar v klubu še niso bili popolnoma pripravljen za nastop med najboljšimi. Po letu 1966 je spet nastopil vrhunec in takoj za tem drugo krizno obdobje, ko se je Rudar že drugič uvrstil v prvo slovensko nogometno ligo in ponovno izpadel. 
Ponovni povratek v prvo slovensko nogometno ligo je NK Rudar uspel leta 1970, žal je kmalu sledil ponovni izpad. V sezoni 1974/75 so v klubu zaposlili profesionalnega trenerja in upali na boljše igre. Načrtno delo je prineslo rezultate že v naslednji sezoni 1975/76: Velenjčani so se uvrstili nazaj v I. slovensko ligo, že naslednjo sezoni so dosegli velik uspeh z uvrstitvijo v II. Zvezno nogometno ligo, kjer so uspešno nastopali nekaj sezon. Po nekaj povprečnih sezonah je leta 1986 nastopila tretja kriza, ki je bila končana v sezoni 1990/91, ko je Rudar postal slovenski nogometni prvak.
Po osamosvojitvi Slovenije se je klub kmalu uvrstil v prvo nogometno ligo. V sezoni 1997/98 je Rudar dosegel svoj največji uspeh, ko je osvojil slovenski nogometni pokal. V finalu je bil boljši od Primorja iz Ajdovščine. Prvo tekmo v gosteh je Rudar sicer izgubil z 1:2, drugo, pred domačimi gledalci, pa zmagal s 3:0. To je bil lep uspeh ob 50-letnici delovanja kluba. 
V tem času je Rudar nekajkrat nastopal tudi v evropskih pokalih (Intertoto in UEFA), pomeril se je tudi z londonskim Tottenhamom. V sezoni 2002/03 je klub izpadel iz prve lige, v naslednjih dveh sezonah (2003/04 in 2004/05) je igral v drugi ligi in obakrat postal prvak. V sezoni 2007/08 je osvojil prvo mesto v drugoligaški konkurenci, se nato prebil do tretjega mesta in nastopa v Evropi, v sezoni 2009/10 pa mu je mesto v evropskem tekmovanju spolzelo z rok v zadnjih krogih. Postal je stalni prvoligaš.

## Stadion
Nogometni klub je v svoji več desetletni zgodovini zamenjal kar štiri igrišča. Za začetek so našli primeren prostor za prve igre na igrišču »pri hrastih«, na travniku med škalskim hribom in starim jaloviščem so takrat namreč rasli hrasti. Ko je klub nastopal v okviru Celjske nogometne podzveze, so se nogometaši preselili na novo igrišče v Pesje. Bilo je že prave velikosti in obdano z leseno ograjo. Na igrišču, ki je ležalo vzhodno od današnje podružnične osnovne šole, so nogometaši igrali do leta 1950. Ob napredku kluba se je začelo iskanje primernejše lokacije za nogometno igrišče v Velenju.
Našli so jo zahodno od železniške postaje, na območju današnjega Gorenja. Okoli igrišča je bilo nekaj lesenih klopi za gledalce in lesena baraka, ki je služila za garderobo. Od leta 1950 do 1955 so tam igrali tekme v okviru celjske nogometne podzveze ter NZS-vzhod.

### Sedanji stadion
Danes Nogometni klub Rudar igra domače tekme na stadionu Ob jezeru. Ta je bil zgrajen je leta 1955, s pomočjo Rudnika lignita Velenje ter s prostovoljnim delom občanov. Stadion Ob jezeru je postal pravi ponos mesta, tako pa je še danes.

## Navijači
Do ustanovitve navijaške skupine Velenjski Knapi je prišlo v začetku leta 1996 z namenom, da se v Velenju poskrbi za množičnost in popularizacijo nogometa, predvsem pa popestri tekme z navijanjem in spodbujanjem domačega kluba. Po nekaj plodnih letih je navdušenje navijačev počasi pojenjalo, Rudar se je srečeval s številnimi problemi in nazadnje pristal v 2.ligi.
Tudi Velenjski Knapi so za nekaj časa malo utihnili. Pa vendarle Rudarju nikoli niso obrnili hrbta. In kot pravimo za vsakim dežjem posije sonce je tudi na stadionu Ob jezeru ponovno zasijalo z vso močjo. Prišlo je do reorganizacije skupine in sicer so mladi dobili svoj sektor in priložnost, da skupino dvignejo na višji nivo in oživijo velenjsko tribuno.

## Nastopi v evropskih tekmovanjih
| Sezona  | Tekmovanje                 | Krog                    | Država    | Klub              | 1. del | 2. del | sk.    |
| ------- | -------------------------- | ----------------------- | --------- | ----------------- | ------ | ------ | ------ |
| 1995    | Pokal Intertoto            | Skupina 2               | Anglija   | Tottenham Hotspur | 1–2    | -      | 1–2    |
|         |                            | Skupina 2               | Švedska   | Östers            | 1–3    | -      | 1–3    |
|         |                            | Skupina 2               | Nemčija   | Köln              | 0–1    | -      | 0–1    |
|         |                            | Skupina 2               | Švica     | Lucerne           | 1–1    | -      | 1–1    |
| 1998–99 | Pokal pokalnih zmagovalcev | Kvalifikacije           | Moldavija | FC Tiraspol       | 2–0    | 0–0    | 2–0    |
|         |                            | Prvi krog               | Hrvaška   | Varteks Varaždin  | 0–1    | 0–1    | 0–2    |
| 1999    | Pokal Intertoto            | Prvi krog               | Švedska   | Halmstads BK      | 0–0    | 2–2    | 2–2(a) |
|         |                            | Drugi krog              | Avstrija  | Austria Lustenau  | 1–2    | 1–2    | 2–4    |
| 2009–10 | Evropska liga              | Prvi krog kvalifikacij  | Estonija  | Narva Trans       | 3–0    | 3–1    | 6–1    |
|         |                            | Drugi krog kvalifikacij | Srbija    | Crvena Zvezda     | 0–1    | 0–4    | 0–5    |

## Igralci

### Sezone 2017/18
Od 17. februarja 2018

## Trenerji
- Edin Osmanović (2001–2002)
- Marijan Pušnik (oktober 2007–marec 2010)
- Franci Oblak (interim) (marec 2010–april 2010)
- Bojan Prašnikar (april 2010–marec 2011)
- Robert Pevnik (marec 2011–junij 2011)
- Milan Djuričić (junij 2011–avgust 2012)
- Aleš Čeh (september 2012–december 2012)
- Jernej Javornik (januar 2013–maj 2016)
- Slobodan Krčmarević (maj 2016-junij 2017)
- Marijan Pušnik (junij 2017-marec 2019)
- Almir Sulejmanović (marec 2019-julij 2019)
- Jani Žilnik (julij 2019- )

## Dosežki
Prva slovenska nogometna liga
- Tretjeuvrščeni v ligi v sezoni: 1998–99, 1999–2000, 2008–09, 2013–14

Druga slovenska nogometna liga
- Prvaki v ligi v sezoni: 2003–04, 2004–05

Pokal Nogometne zveze Slovenije
- Zmagovalec pokala v sezoni: 1997–98